# Assetjats
Assetjats (títol original en anglès: The Big Lift) és una pel·lícula dels Estats Units dirigida per George Seaton el 1950. Ha estat doblada al català.

## Argument
El 1948, la Unió Soviètica va prohibir l'accés a la ciutat de Berlín Occidental. L'antiga capital alemanya, totalment bloquejada pels russos, aviat es veuria sense aliments ni provisions, per la qual cosa els aliats van emprendre, el juny de 1948, la missió d'enviar més de 12.000 tones diàries d'aliments pel proveïment de Berlín Occidental. A les esmentades missions participaven dos oficials de les forces aèries americanes: el sergent Hank Kowalski i el sergent Danny McCullough.

## Repartiment
- Montgomery Clift: Sergent 1a classe Danny MacCullough
- Paul Douglas: Sergent major Henry 'Hank' Kowalski
- Cornell Borchers: Frederica Burkhardt
- O.E. Hasse: Gerda
- Bruni Löbel: Stieber

## Premis i nominacions

### Nominacions
- 1951: Globus d'Or a la millor pel·lícula que promou l'enteniment internacional